# ZF Friedrichshafen
La ZF Friedrichshafen AG è un'azienda multinazionale tedesca produttrice di componenti per l'industria dei trasporti. Fu fondata nel 1915 da Ferdinand von Zeppelin.
I settori di mercato in cui è presente la ZF sono l'automotive (cambi meccanici e automatici, assali, sistemi sterzanti per auto e veicoli industriali), l'automazione industriale (freni a isteresi, riduttori epicicloidali e angolari) e il settore marino (invertitori, eliche a passo variabile, eliche di superficie).
L'organizzazione del Gruppo si avvale di filiali presenti in diverse nazioni.
Il marchio ZF è presente sul mercato italiano dagli anni cinquanta come fornitore di trasmissioni per macchine agricole. In seguito divenne anche fornitore di primo equipaggiamento di impianti sterzo per la Alfa Romeo Giulietta e per numerosi altri veicoli.
Attualmente la ZF produce una trasmissione automatica a 8 rapporti che viene utilizzata da molte case automobilistiche come Audi, BMW (che lo utilizza su tutti i modelli con motore longitudinale), Jaguar, Land Rover, Maserati, Porsche (sulla Panamera S E-Hybrid e Diesel e sul Cayenne) e alcuni modelli FCA. Anche Alfa Romeo con Giulia e Stelvio, nelle versioni con cambio automatico, montano il cambio ZF a 8 rapporti.
La proprietà è al 93,8% della Zeppelin-Stiftung e al 6,2% della Dr.-Jürgen-und-Irmgard-Ulderup-Stiftung di Lemförde.

## Storia

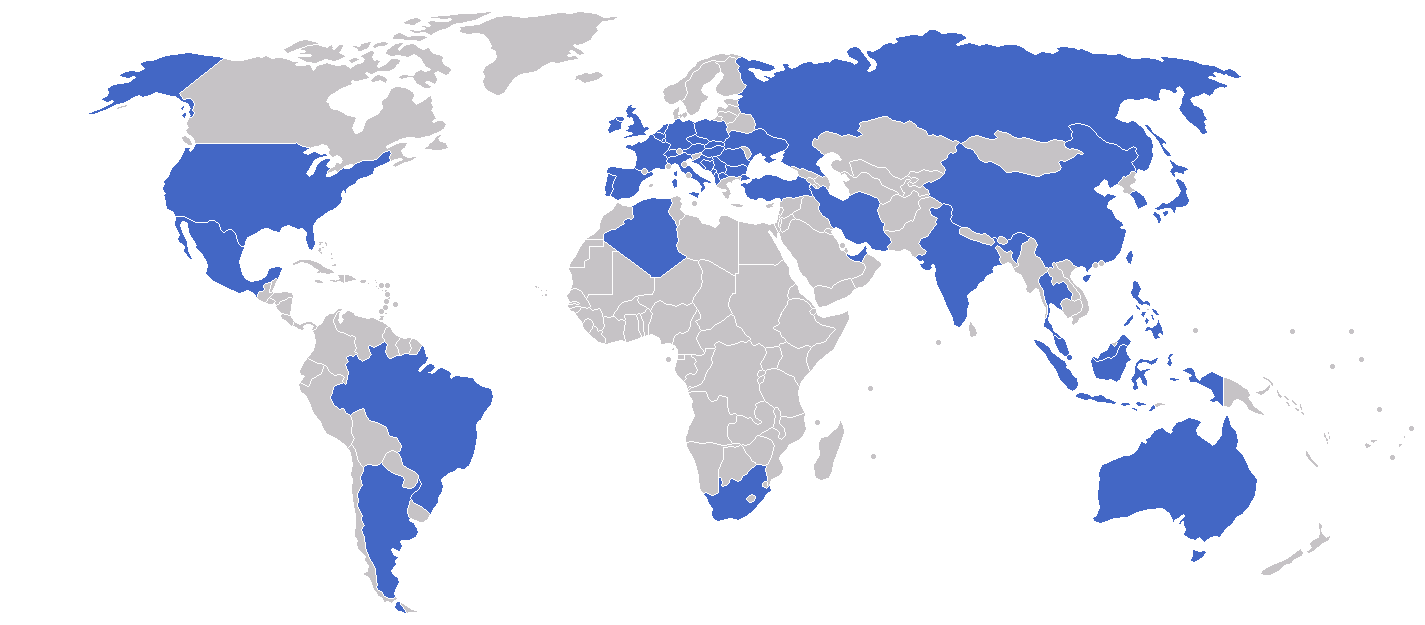
Stati con sedi ZF

La società venne fondata con il nome di Zahnradfabrik GmbH nel 1915 per la produzione di ingranaggi e trasmissioni meccaniche per velivoli, autoveicoli e motoveicoli, navi a Friedrichshafen sul Bodensee. Il capo della ricerca e sviluppo della Zeppelin GmbH, Alfred Graf von Soden-Fraunhofen, volle produrre nuovi tipi di ingranaggi per trasmissioni, sviluppati dallo svizzero Max Maag.
La fondazione avvenne ad opera della Luftschiffbau Zeppelin GmbH, e da Alfred Colsman, e dalla Max Maag Zahnräderfabrik. Graf Soden e Theodor Winz ne furono alla guida. La società in seguito iniziò la produzione serie di ingranaggeria per mezzi di trasporto. Nel 1921 la società venne trasformata in Aktiengesellschaft e fino al 1991 nota come Zahnradfabrik Friedrichshafen AG. Presso la Teuringertal-Bahn, dal 1922 al 1954 il trasporto persone ebbe la fermata Friedrichshafen-Zahnradfabrik. Nel 1926 venne aperta la sede di Berlino; nel 1937 la sede di Schwäbisch Gmünd.
Come tante altre aziende in ambito manifatturiero, durante la seconda guerra mondiale anche la ZF per la produzione bellica occupò 2.800 prigionieri-lavoratori. Questo capitolo della società divenne pubblico. Tra il giugno 1943 e il febbraio 1945 l'azienda subì 11 bombardamenti a Friedrichshafen, con la distruzione totale della capacità produttiva. Dopo la fine della guerra ZF ritornò al riarmo con la produzione del carro armato Leopard 1.
Dagli inizi degli anni'70 la società statunitense BorgWarner occupò la produzione della società per il 50% in ambito automotive per i cambi automatici.
Nel 1984 viene acquisita la Lemförder Metallwaren AG, oggi Division Fahrwerktechnik della ZF Friedrichshafen AG. Dagli inizi del 1992 viene rinominata la società in ZF Friedrichshafen AG. Il colore del logo passa dal nero al blu. Inizia la fase di globalizzazione e diversificazione del gruppo. Nel 1999 la divisione Lenkung (sterzi) diventa società autonoma come GmbH. Questa società (già ZF Lenksysteme con sede a Schwäbisch Gmünd) fu fino al 10 marzo 2015 compartecipata al 50% da ZF Friedrichshafen AG e Robert Bosch GmbH come Bosch (Robert Bosch Automotive Steering). Nel 2001 viene acquisita la Mannesmann Sachs AG.
Nel 2009 il fatturato è di 9,37 miliardi di Euro e utile di 421 mln. di Euro.
ZF nel 2009 riceve durante la crisi fondi tedeschi dalla KfW per oltre 250 milioni di Euro; questo finanziamento aveva per la concessione l'obbligatorietà del ritorno alla banca creditrice. La società risparmiò 600 milioni di Euro, e l'obbligo di nessun licenziamento. I dipendenti, secondo il CEO Härter, al 15. settembre 2009 passarono da 63.288 a 59.771, così nessuna riduzione di organico fu più necessaria.
Nel 2010 la ZF acquisisce la Hansen Transmissions e la integra nella ZF Windpower.
Nel 2011 per la ristrutturazione le grandi società tedesche del gruppo vennero fuse in un'unica ZF Friedrichshafen AG.
Il 15 settembre 2014 la ZF acquisisce la TRW Automotive e la fusione avviene a metà maggio 2015. Con tale fusione la società diventa capace di 29 miliardi di Euro di fatturato e 130.000 dipendenti. L'acquisto costa a ZF Friedrichshafen AG 9,6 miliardi di Euro, e la parte di società ZF Lenksysteme (ZFLS), posseduta assieme a Bosch, per questioni di antitrust.
A novembre 2016, il ZF Forum  è stato aperto come nuova sede aziendale; al piano terra c'è un museo aziendale accessibile al pubblico.

## Prodotti
La produzione ZF è di trasmissioni per autoveicoli, navi, velivoli e sterzi per mezzi di trasporto terrestri.

### Trasmissioni

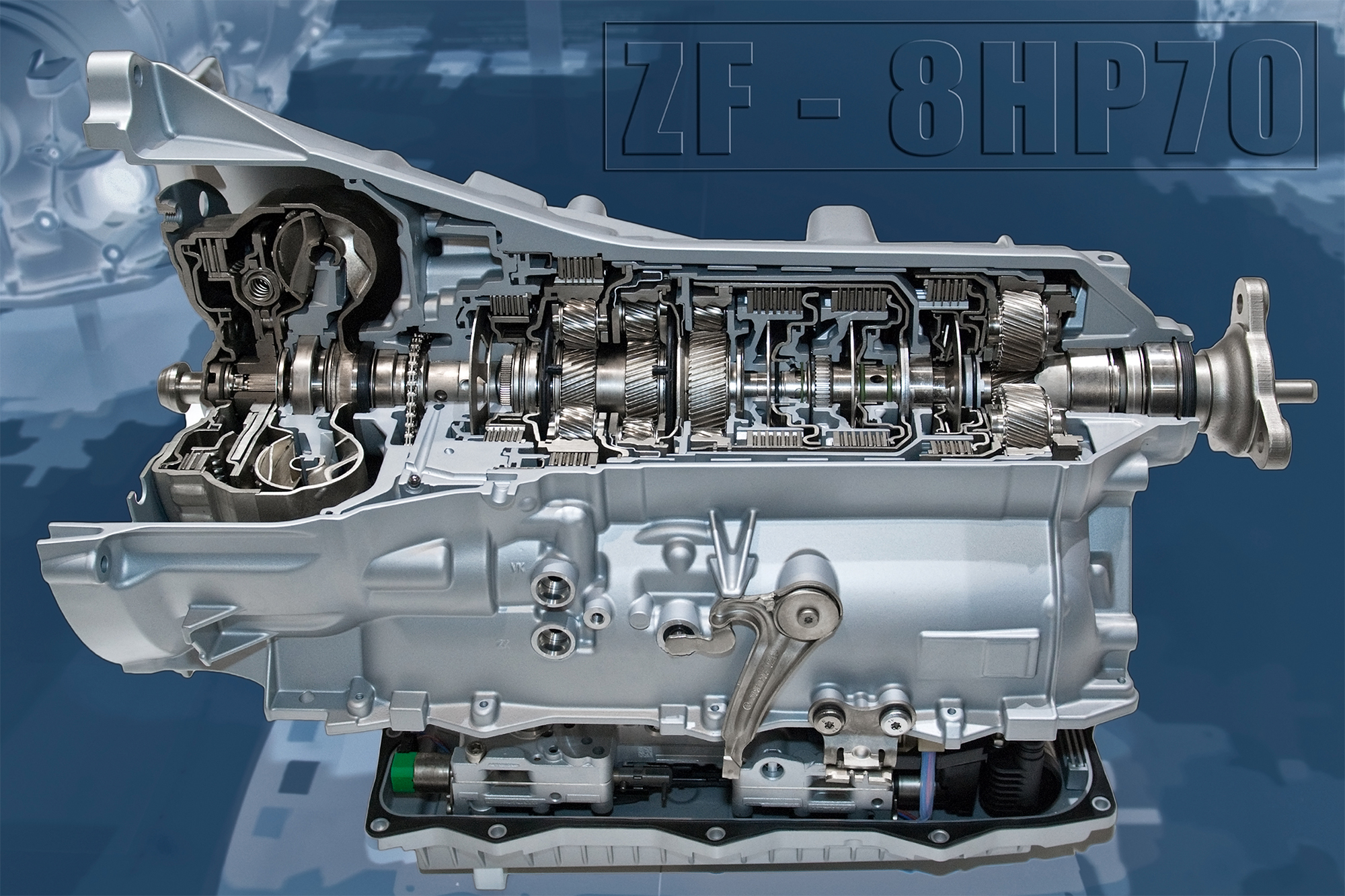
ZF Friedrichshafen AG Typ 8HP70

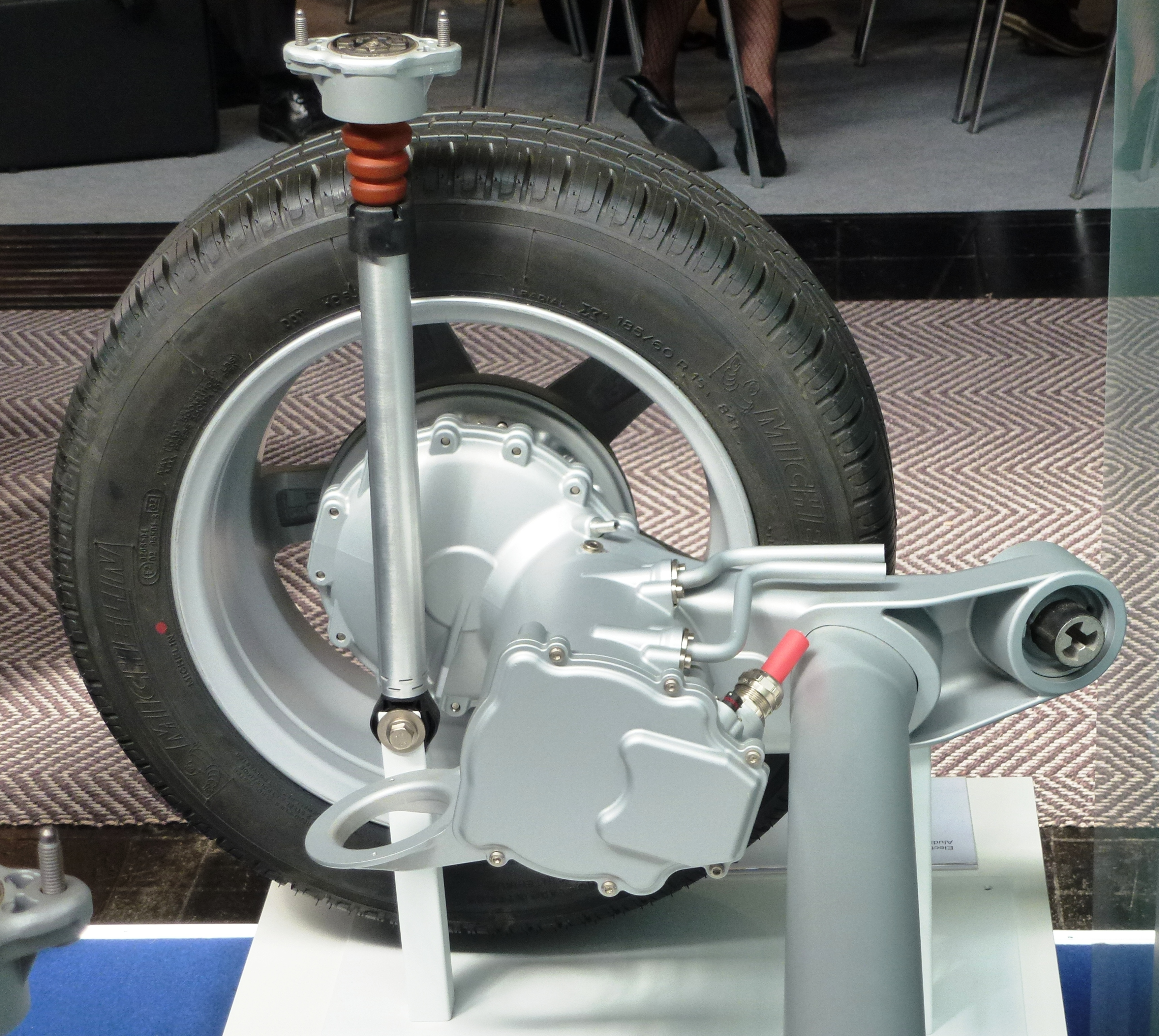
Trazione elettrica su una ruota

Alla Division Antriebstechnik con sede a Saarbrücken la ZF concentra le attività di produzione delle trasmissioni in ambito automobilistico. Qui rimangono le attività di ricerca e sviluppo e la produzione di trasmissioni, assali motorizzati, moduli di trazione e componenti per trazioni. La divisione si compone di tre sottodivisioni Getriebe, Achsgetriebe e Antriebsmodule e vi lavorano ca. 20.000 collaboratori:
Getriebe sviluppa cambi automatici, cambi manuali in sette sedi diverse.
Achsgetriebe sviluppa assali e ponti, sistemi 4WD, trazioni elettriche, differenziali e coppie coniche. La produzione avviene in 5 sedi mondiali, con sede storica a Thyrnau. 
Antriebsmodule sviluppa convertitori di coppia, accoppiamenti, volani a doppia massa, automatizzazione di trasmissioni manuali e elettriche. La produzione avviene in otto diverse sedi nel mondo. La sede è a Schweinfurt.
All'inizio del 2012 la ZF ha acquisito la fabbrica a Neunkirchen della Bauknecht Hausgeräte GmbH nel Saarland assumendo i 240 dipendenti che producevano lavastoviglie.
Nel dicembre 2012 l'investitore belga Punch Metals International che controlla la Straßburger GM-Werk produce i cambi automatici a 8 marce ZF su licenza.

### Automotive
Nel 2011 le attività Pkw (autoveicoli per il trasporto di persone) della ZF, la già ZF Lemförder con sede a Lemförde e la divisione della Sachs vengono unite nella Division Fahrwerktechnik.
La divisione si occupa di assali, sistemi smorzanti in gomma e plastica, ammortizzatori. La produzione viene commercializzata a marchio Sachs, Lemförder e Boge per l'aftermarket. Nel 2015 la divisione conta 15.953 dipendenti.

### Autocarri
Nel 2011 le attività riguardanti i mezzi pesanti vengono unite in una nuova entità.
La divisione della società Nutzfahrzeug- e Sonderantriebstechnik con sede a Friedrichshafen al 2015 fattura 2.983 mln. Euro. I dipendenti sono 12.246.

### Industria
Nel 2011 la divisione Industrietechnik assorbe le precedenti attività di produzione delle trasmissioni per impieghi pesanti e industriali. Trasmissioni per marina, aeronautica e macchine da lavoro, così come macchine speciali e per energia eolica.
Le già esistenti divisioni Baumaschinensysteme, Landmaschinensysteme, Nkw-Achssysteme, Nkw-Fahrwerkmodule, Pkw-Achsgetriebe, Staplersysteme e Prüfsysteme vengono passate alla ZF Passau Prüfstände.
Nel 2011 la divisione Sonder-Antriebstechnik produce trasmissioni per impieghi speciali.
Nel 2010 il fatturato fu di 1.693 mln Euro. Nel 2015 la divisione conta 10.202 dipendenti e fatturato di 2.187 mln di Euro.

#### Marina
I prodotti della società sono sistemi completi per la propulsione nautica di navi, con sistemi di controllo di eliche e timoni.
Il fatturato è il 18% ovvero 246 mln. Euro. I dipendenti sono nell'anno 2010, 1.265.

#### Aeronautica
I prodotti sono sistemi completi di trasmissione per aeroplani e elicotteri. Nel 2014 il fatturato fu di 71,5 mln. €. I dipendenti 329.

#### Elettronica
Nel 2011 la divisione Elektronikkomponenten viene creata per la produzione di apparati elettronici per il controllo, Division Industrietechnik. Dal maggio 2013 è una società autonoma di ZF Friedrichshafen AG.
La società acquisisce nel 2008 la Cherry Corp. e fino al 2011 si firma ZF Electronics GmbH con sede a Auerbach in der Oberpfalz. Il fatturato della società era di 640 mln. Euro.
Nel 2014 i collaboratori furono 3.546. Nel gennaio 2016 la divisione viene inglobata nella nuova Division E-Mobility, dopo la acquisizione della TRW i dipendenti salirono a 5.300.

### Trasmissioni e componenti automotive
Il fatturato 2010 è stato di 2.564 mln. Euro. I dipendenti 17.622.

### ZF Services
Nel 2008 ZF ha le attività di commercio ZF Trading e Service (Vertriebs- und Service-Organisation) nella nuova ZF Services. L'attività della società è quello di commercializzare i prodotti Sachs, Lemförder e Boge. Nel febbraio 2009 ZF Services sigla un contratto per il franchising per il marchio AutoCrew della Robert Bosch GmbH.
Il fatturato 2014 è di 1.630 mln. Euro. ZF Services con 3.512 dipendenti. Nel 2015 4.171 dipendenti e fatturato di 1.847 mln. Euro.

### ZF Race Engineering
La ZF Race Engineering GmbH è una società posseduta interamente che sviluppa, progetta e produce trasmissioni per macchine da corsa. Nel 1998 diventa Sachs AG di Schweinfurt. Produce sistemi impiegati in Formula 1, WRC e Deutsche Tourenwagen Masters.

### Sterzi
La ZF Lenksysteme GmbH – fondata il 1º gennaio 1999 con sede a Schwäbisch Gmünd – fu creata da ZF Friedrichshafen AG e da Robert Bosch GmbH. Capitale al 50% ciascuno. La società sviluppa e produce sistemi di sterzo per auto e veicoli commerciali in 16 sedi mondiali. Nel settore degli sterzi per veicoli pesanti e pompe idrauliche è stata leader nel 2008 negli sterzi elettrici con tre costruttori come clienti. Nel 2010 il fatturato fu di 1.501 mln. Euro. I dipendenti 5.546.
Il 15 settembre 2014 la divisione Lenkung di Bosch viene acquisita da ZF AG. Il 15 maggio 2015 viene acquisita la TRW Automotive e viene fondata la ZF TRW Aktive & Passive Sicherheitstechnik (Active & Passive Safety Technology).

### Forschungsgesellschaft Kraftfahrwesen mbH Aachen (fka)

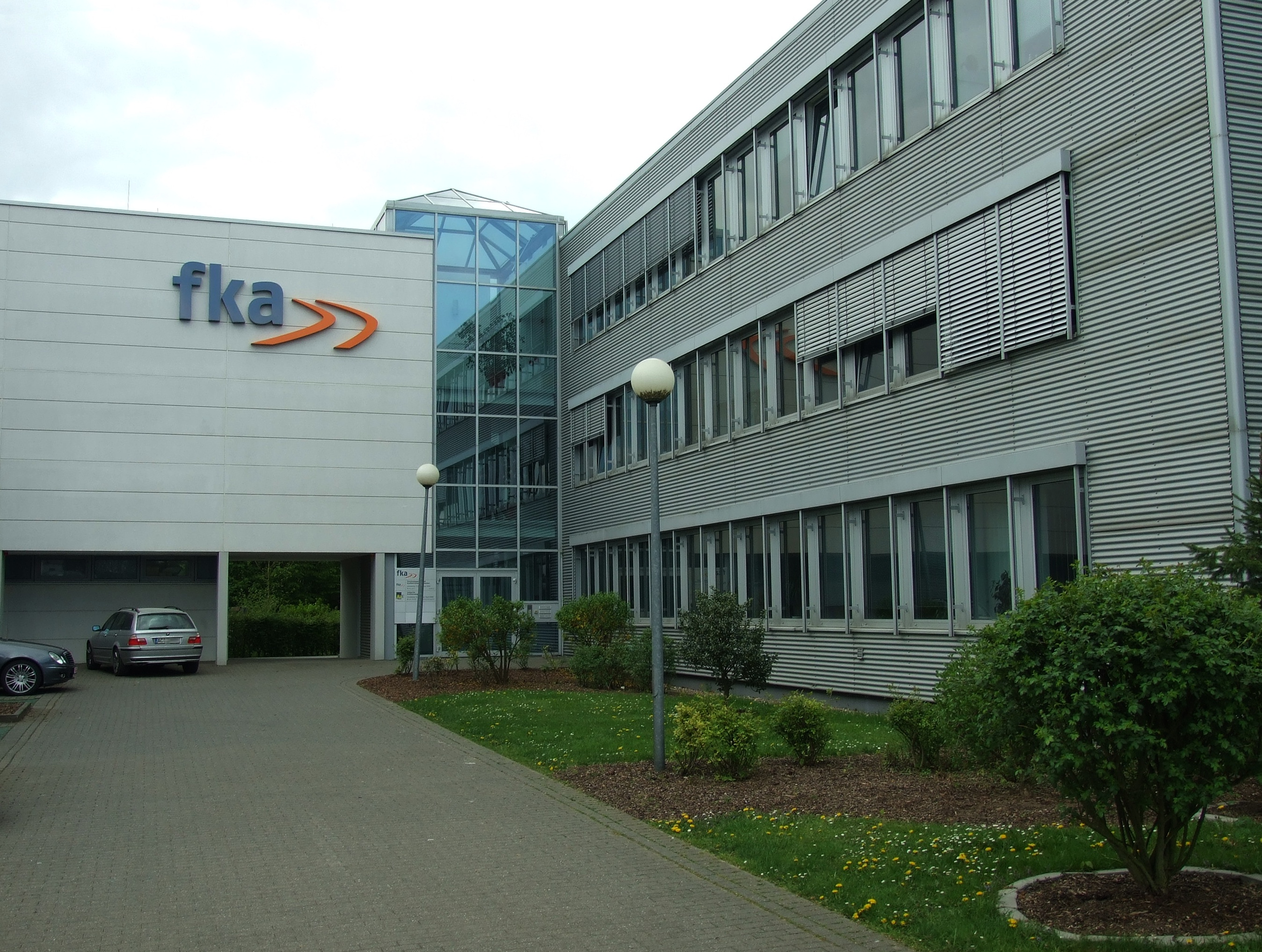
Sede della fka

La Forschungsgesellschaft Kraftfahrwesen mbH Aachen (fka) è una società di ricerca e sviluppo dell'industria automobilistica. Fu fondata ad Aquisgrana nel 1981 dal docente universitario Jürgen Helling. Oggi è la fka una sussidiaria della ZF Friedrichshafen AG e della Voss Automotive GmbH di Wipperfürth.
La fka coopera con l'Institut für Kraftfahrzeuge Aachen (ika) della Rheinisch-Westfälischen Technischen Hochschule (RWTH).
Offre servizi all'industria automobilistica e a istituzioni pubbliche. I settori di interesse sono veicoli, carrozzerie, propulsioni, elettronica, acustica e in altri ambiti specifici dell'automotive. L'offerta dei servizi va dal concetto teorico al prototipo.

## Attività sociale
La ZF AG sposa diverse iniziative nazionali e internazionali riguardanti la tutela dell'ambiente, le attività di protezione sociale, l'istruzione, culturali e sportive.
Sostiene la squadra professionistica di pallavolo della Zeppelin Universität (ZU) e la fondazione di arte, gli stipendiati e il ZF-Musikpreis, le iniziative come gli aiuti umanitari per l'India del 2009 o gli aiuti per il terremoto di Haiti del 2010.
La società aiuta l'istruzione tecnica di bambini e studenti mediante borse di studio.